# 宇野脩平
宇野 脩平（うの しゅうへい、1913年8月21日 - 1969年4月24日）は、日本の歴史学者。

## 経歴
和歌山県那賀郡粉河町生まれ。1931年、和歌山県立粉河中学校卒業。1940年、東洋大学文学部国文学科卒業。同年、財団法人龍門社渋沢栄一伝記資料編纂所に編纂員として勤務し、土屋喬雄の指導を受ける。1943年、東京外国語学校連成科蘭語科修了。その後兵役につき、シベリア抑留を経験後、1947年に復員。1948年、財団法人水産研究会研究員。1949年、日本常民文化研究所常任理事。1951年東洋大学講師、1957年東京女子大学文学部助教授、1962年同教授。